# Astrologie aztèque

## Le calendrier aztèque
Les Aztèques utilisaient trois calendriers :
1. Le tonalpohualli, calendrier divinatoire sacré d'une durée de 260 jours, comprenant 20 signes. Chaque signe gouvernait 13 jours du calendrier.
2. Le calendrier solaire, constitué de 18 mois de 20 jours (18 x 20 = 360) + un 19e mois de cinq jours.
3. Le calendrier séculaire, le "siècle" aztèque se fondant sur un cycle de 52 ans, comprenant quatre signes et 13 nombres. Les quatre signes : Maison, Lapin, Roseau, Silex sont associés à un nombre compris entre 1 et 13. Le cycle complet ayant une durée de 52 ans, deux personnes nées le même jour à 52 ans d'écart auront donc le même signe de jour et le même signe annuel.

## En pratique
Donc, d'après le calendrier, chaque personne a trois signes :
1. le signe de jour
2. le signe de treizaine
3. le signe annuel

Le signe de jour décrit la personne au quotidien ; comportement, humeur générale, nature intime. On lui accorde la priorité.
Le signe de treizaine agit comme une protection à l'égard de la personne. Son importance est moins grande, mais le signe peut agir de manière à équilibrer la personnalité.
Le signe annuel renseigne davantage sur les influences qu'exerce la société sur un individu. Il faut voir le signe annuel comme un apport supplémentaire, comme le facteur chance de la vie d'un être.

## Les signes
Les signes sont chacun associés à une direction.  
- 1. Crocodile (Cipactli) - Est
- 2. Vent (Eecatl) - Nord
- 3. Maison (Calli) - Ouest
- 4. Lézard (Cuetzpallin) - Sud
- 5. Serpent (Coatl) - Est
- 6. Mort (Miquiztli) - Nord
- 7. Cerf (Mazatl) - Ouest
- 8. Lapin (Tochtli) - Sud
- 9. Eau (Atl) - Est
- 10. Chien (Itzcuintli) - Nord
- 11. Singe (Ozomatli) - Ouest
- 12. Herbe (Malinalli) - Sud
- 13. Roseau (Acatl) - Est
- 14. Jaguar (Ocelot) - Nord
- 15. Aigle (Quauhtli) - Ouest
- 16. Vautour (Cozcaquauhtli) - Sud
- 17. Mouvement (Ollin) - Est
- 18. Silex (Tecpatl) - Nord
- 19. Pluie (Quiauitl) - Ouest
- 20. Fleur (Xochitl) - Sud

## Source
Luis Huerta, Astrologie aztèque simplifiée, édition Quebecor.